# John Palmer
John Palmer (1738 – Bath, 1817) è stato un architetto britannico.
Fu attivo a Bath, progettista del Lansdown Crescent (1793), dell'All Saints Chapel (1794) e del Theatre Royal (1805).